# Ögeltjärnen (Styrnäs socken, Ångermanland, 700412-160534)
Ögeltjärnen är en sjö i Kramfors kommun i Ångermanland och ingår i Ångermanälvens huvudavrinningsområde.